# An I du calendrier républicain
Cette page concerne l’an I du calendrier républicain, correspondant aux années 1792 et 1793 du calendrier grégorien. Cet an aurait commencé le 22 septembre 1792 et se serait terminé le 21 septembre 1793. Cependant, ce calendrier n’existait pas encore à l’époque ; il n’entrera en vigueur qu’à partir du 6 octobre 1793 (15 vendémiaire II), au lendemain de la date du décret l’instituant.

## Concordance
| 1er vendémiaire | 22 septembre |
| 9 vendémiaire   | 30 septembre |
| 10 vendémiaire  | 1er octobre  |
| 30 vendémiaire  | 21 octobre   |
| 1er brumaire    | 22 octobre   |
| 10 brumaire     | 31 octobre   |
| 11 brumaire     | 1er novembre |
| 30 brumaire     | 20 novembre  |
| 1er frimaire    | 21 novembre  |
| 10 frimaire     | 30 novembre  |
| 11 frimaire     | 1er décembre |
| 30 frimaire     | 20 décembre  |
| 1er nivôse      | 21 décembre  |
| 11 nivôse       | 31 décembre  |

| 12 nivôse    | 1er janvier |
| 30 nivôse    | 19 janvier  |
| 1er pluviôse | 20 janvier  |
| 12 pluviôse  | 31 janvier  |
| 13 pluviôse  | 1er février |
| 30 pluviôse  | 18 février  |
| 1er ventôse  | 19 février  |
| 10 ventôse   | 28 février  |
| 11 ventôse   | 1er mars    |
| 30 ventôse   | 20 mars     |
| 1er germinal | 21 mars     |
| 11 germinal  | 31 mars     |
| 12 germinal  | 1er avril   |
| 30 germinal  | 19 avril    |

| 1er floréal   | 20 avril    |
| 11 floréal    | 30 avril    |
| 12 floréal    | 1er mai     |
| 30 floréal    | 19 mai      |
| 1er prairial  | 20 mai      |
| 12 prairial   | 31 mai      |
| 13 prairial   | 1er juin    |
| 30 prairial   | 18 juin     |
| 1er messidor  | 19 juin     |
| 12 messidor   | 30 juin     |
| 13 messidor   | 1er juillet |
| 30 messidor   | 18 juillet  |
| 1er thermidor | 19 juillet  |
| 13 thermidor  | 31 juillet  |

| 14 thermidor  | 1er août      |
| 30 thermidor  | 17 août       |
| 1er fructidor | 18 août       |
| 14 fructidor  | 31 août       |
| 15 fructidor  | 1er septembre |
| 30 fructidor  | 16 septembre  |

| de la vertu     | 17 septembre |
| du génie        | 18 septembre |
| du travail      | 19 septembre |
| de l’opinion    | 20 septembre |
| des récompenses | 21 septembre |